# سباق الجائزة الكبرى للدراجات النارية موسم 2001
سباق الجائزة الكبرى للدراجات النارية موسم 2001 كان النسخة الـ 53 من بطولة العالم التي نظمها الاتحاد الدولي للدراجات النارية. تكون الموسم من 16 سباقا بدأ بجائزة اليابان الكبرى للدراجات النارية في 8 أبريل وانتهى بجائزة ريو دي جانيرو الكبرى للدراجات النارية في 3 نوفمبر. كان فالنتينو روسي بطل الموسم لفئة 500 سي سي.

## النتائج
| الجولة | التاريخ   | الجائزة الكبرى                              | الحلبة                           | الفائز بفئة 125  | الفائز بفئة 250   | الفائز بفئة 500 | التقرير |
| ------ | --------- | ------------------------------------------- | -------------------------------- | ---------------- | ----------------- | --------------- | ------- |
| 1      | 8 أبريل   | جائزة اليابان الكبرى للدراجات النارية       | حلبة سوزوكا                      | ماساو أزوما      | دايجيرو كاتو      | فالنتينو روسي   | التقرير |
| 2      | 22 أبريل  | جائزة جنوب أفريقيا الكبرى للدراجات النارية  | فاكيسا                           | يويشي أوي        | دايجيرو كاتو      | فالنتينو روسي   | التقرير |
| 3      | 6 مايو    | جائزة إسبانيا الكبرى للدراجات النارية       | حلبة خيريز                       | ماساو أزوما      | دايجيرو كاتو      | فالنتينو روسي   | التقرير |
| 4      | 20 مايو   | جائزة فرنسا الكبرى للدراجات النارية         | حلبة دي لا سارث                  | مانويل بوجيالي   | دايجيرو كاتو      | ماكس بياجي      | التقرير |
| 5      | 3 يونيو   | جائزة إيطاليا الكبرى للدراجات النارية       | حلبة موجيلو                      | نوبورو أويدا     | تيتسويا هارادا    | أليكس باروس     | التقرير |
| 6      | 17 يونيو  | جائزة كتالونيا الكبرى للدراجات النارية      | حلبة دي كاتلونيا                 | لوسيو سيكتشينيلو | دايجيرو كاتو      | فالنتينو روسي   | التقرير |
| 7      | 30 يونيو  | كأس هولندا السياحية                         | حلبة أسن تي تي                   | توني إلياس       | جيريمي ماك وليامز | ماكس بياجي      | التقرير |
| 8      | 8 يوليو   | جائزة بريطانيا الكبرى للدراجات النارية      | دونينجتون بارك                   | يويشي أوي        | دايجيرو كاتو      | فالنتينو روسي   | التقرير |
| 9      | 22 يوليو  | جائزة ألمانيا الكبرى للدراجات النارية       | ساتشسينرينج                      | سيموني سانا      | ماركو ميلاندري    | ماكس بياجي      | التقرير |
| 10     | 26 أغسطس  | جائزة التشيك الكبرى للدراجات النارية        | حلبة برنو                        | توني إلياس       | تيتسويا هارادا    | فالنتينو روسي   | التقرير |
| 11     | 9 سبتمبر  | جائزة البرتغال الكبرى للدراجات النارية      | حلبة إستوريل                     | مانويل بوجيالي   | دايجيرو كاتو      | فالنتينو روسي   | التقرير |
| 12     | 23 سبتمبر | جائزة بلنسية الكبرى للدراجات النارية        | حلبة ريكاردو تورمو               | مانويل بوجيالي   | دايجيرو كاتو      | سيت جيبيرنو     | التقرير |
| 13     | 7 أكتوبر  | جائزة المحيط الهادئ الكبرى                  | حلبة موتيجي                      | يويشي أوي        | تيتسويا هارادا    | فالنتينو روسي   | التقرير |
| 14     | 14 أكتوبر | جائزة أستراليا الكبرى للدراجات النارية      | حلبة الجائزة الكبرى بجزيرة فيليب | يويشي أوي        | دايجيرو كاتو      | فالنتينو روسي   | التقرير |
| 15     | 21 أكتوبر | جائزة ماليزيا الكبرى للدراجات النارية       | حلبة سيبانغ الدولية              | يويشي أوي        | دايجيرو كاتو      | فالنتينو روسي   | التقرير |
| 16     | 3 نوفمبر  | جائزة ريو دي جانيرو الكبرى للدراجات النارية | حلبة نيلسون بيكيه الدولية        | يويشي أوي        | دايجيرو كاتو      | فالنتينو روسي   | التقرير |